# Mimetični izomorfizem
Mimetični izomorfizem se v teoriji organizacij nanaša na težnjo organizacije, da posnema strukturo druge organizacije zaradi prepričanja, da je njena struktura koristna. To vedenje se zgodi predvsem takrat, ko cilji organizacije ali sredstva za doseganje teh ciljev niso jasni. V tem primeru posnemanje druge organizacije, ki se dojema kot legitimna in kot taka način "varnega" razvoja. Primer je regionalna univerza v težavah, ki zaposli zvezdniškega člana profesorskega zbora, da bi jo dojeli kot bolj podobno organizacijam, ki so cenjene (npr. ustanova Ivy League). 
Mimetični izomorfizem je v nasprotju s prisilnim izomorfizmom, kjer so organizacije prisiljene spremeniti zunanje sile, ali normativnim izomorfizmom, kjer profesionalni standardi ali mreže vplivajo na spremembe. Izraz so uporabljala podjetja, kot je McKinsey & Co., kot del svojih priporočil podjetjem v prestrukturiranju ali drugih organizacijskih transformacijah. 